# Мануел II
Мануе́л II (порт. Manuel II; 15 листопада 1889 — 2 липня 1932) — останній король Португалії (1908—1910). Представник Брагансько-Кобурзького дому.

## Життєпис
Народився у Лісабоні, Португалія. Другий син португальського короля Карлуша I та Амелії Орлеанської.
Вступив на престол в 19-річному віці після вбивства в Лісабоні батька та старшого брата-престолонаступника Людовика-Філіпа 1 лютого 1908. Сам Мануел був також легко поранений при цьому замаху.

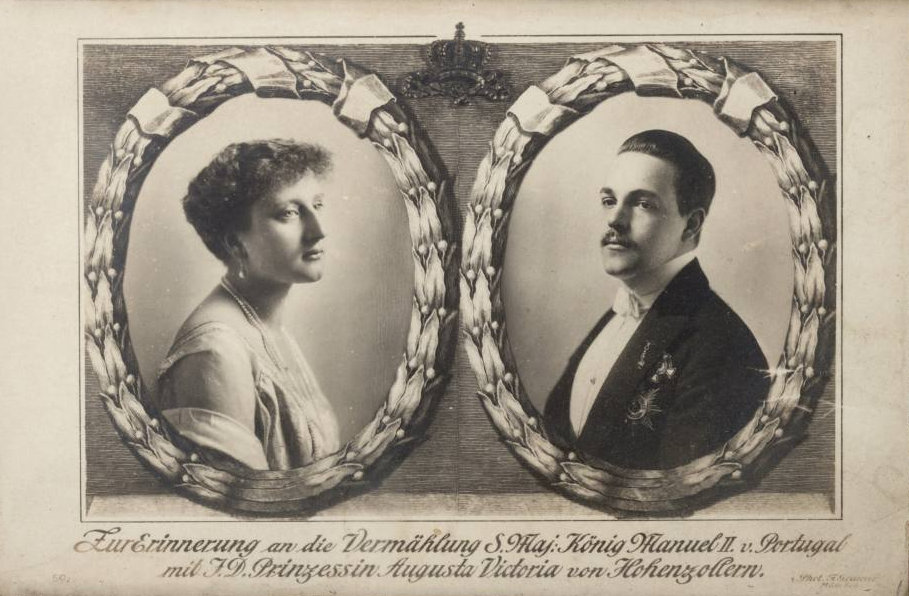
Подвійний портрет із дружиною Августою

Звільнив диктаторський уряд, призначив демократичні вибори, на яких рішучу перемогу здобули соціалісти та республіканці. Через два роки (1910) повалений революцією, Португалія проголошена республікою.
В еміграції написав книгу про середньовічну португальську літературу.
Король Мануел несподівано помер у своїй британській резиденції 2 липня 1932 від задухи через ненормальну припухлість у голосових складках гортані або набряк трахеї. Тогочасний португальський уряд на чолі з Антоніу Олівейра де Салазаром дозволив його поховання в Лісабоні після державного похорону. Його тіло прибуло до Лісабона 2 серпня 1932 року на борту британського крейсера HMS Concord, який здійснив подорож із Сполученого Королівства і відплив у річку Тежу, щоб доставити труну колишнього короля. Натовп людей зібрався на площі Комерсіо, щоб піти за труною до Сан-Вісенте-де-Фора, і дороги були заповнені людьми, які хотіли бачити похоронну процесію. Тіло останнього короля поховано в королівському пантеоні дому Браганса в монастирі Сан-Вісенте-де-Фора.
Король одружився з Августою Вікторією Гогенцоллерн (1890-1966), але шлюб був бездітний. З його смертю обірвалася португальська гілка Кобурзького дому. Верховенство в династії перейшло до далеких родичів (гілки Дуарті) — нащадкам вигнаного короля Мігела.
Прізвиська — Патріот (порт. o Patriota), Нещасливий (порт. o Desventurado).

## Імена
- Мануе́л II (порт. Manuel II) — у португальських джерелах.
- Мануе́л I Браганський (порт. Manuel II de Bragança) — за назвою династії.
- Мануе́л Нещасли́вий (порт. Manuel, o Desventurado) — за прізвиськом, наданим за коротке правління і повалення монархії.
- Мануе́л Патріо́т (порт. Manuel, o Patriota) — за прізвиськом.
- Мануе́л I Португа́льський (порт. Manuel II de Portugal) — за назвою країни.
- Мануе́ль I (лат. Manuelus II, ісп. Manuel II) — у латинських, кастильських, іспанських джерелах.
- Емануе́ль II (сер. лат. Emmanuel I) — у латинських джерелах.
- Мануел Марія Філіпе Каруш Амеліу Луїш Мігел Рафаел Габрієл Гонсага Шав'єр Франсішку де Ассіш Еуженіу (порт. Manuel Maria Filipe Carlos Amélio Luís Miguel Rafael Gabriel Gonzaga Xavier Francisco de Assis Eugénio) — повне ім'я.

## Родина
Дружина — Августа-Вікторія Гогенцоллерн
Діти: не було

## Титули
- Від 1889.11.15: «Його високість, найясніший інфант Мануел Португальський, герцог Безький» (порт. Sua Alteza, o Sereníssimo Infante Manuel de Portugal, Duque de Beja).
- Від 1908.2.1: «Його найвірніша величність, король» (порт. Sua Majestade Fidelíssima, o Rei).
- Від 1910.10.2 до 1932.7.2: «Пан Мануел Саксен-Кобург-Гостський і Браганський» (порт. O Sr. Manuel de Saxe-Coburgo-Gota e Bragança)
- За правління використовував офіційний стиль: Божою Милістю, Мануель II, король Португалії та Алгарвів, обох берегів моря в Африці, господар Гвінеї, завоювання, навігації та комерції в Ефіопії, Аравії, Персії й Індії" (порт. Pela Graça de Deus, Manuel II, Rei de Portugal e dos Algarves, d'Aquém e d'Além-Mar em África, Senhor da Guiné e da Conquista, Navegação e Comércio da Etiópia, Arábia, Pérsia e Índia)

## Нагороди
- Великий хрест ордена Вежі й Меча
- Орден Золотого руна
- Орден Підв'язки
- Королівський Вікторіанський орден
- Кавалер Великого хреста ордена Святого Олафа
- Кавалер Вищого ордена Святого Благовіщення
- Орден Слона